# PowerBook 100
Il PowerBook 100 è un computer mini-portatile presentato da Apple Computer il 21 ottobre 1991 alla COMDEX computer expo a Las Vegas, Nevada. A un costo di US$2.300, il PowerBook 100 era il modello di fascia inferiore dei primi tre PowerBook, simultaneamente immessi sul mercato. La sua CPU e la sua velocità complessiva somigliano molto a quelle del suo predecessore, il Macintosh Portable. Ha un processore Motorola 68000 da 16-megahertz (MHz), 2-8 megabyte (MB) di memoria, un display LCD monocromatico retroilluminato da 23 cm con una risoluzione di 640 × 400 pixel, e sistema operativo System 7.0.1. Non ha un floppy disk integrato ed era rinomato per il suo particolare design compatto, con una trackball davanti alla tastiera per facilitarne l'uso.
L'allora amministratore delegato (CEO) di Apple John Sculley ha avviato il progetto PowerBook nel 1990, stanziando 1 milione di dollari per il marketing. 
Ma nonostante il piccolo budget di marketing, la nuova linea PowerBook è stata un successo, generando oltre 1 miliardo di dollari di entrate per Apple nel suo primo anno. Sony ha progettato e prodotto il PowerBook 100 in collaborazione con l'Apple Industrial Design Group, il team di progettazione interno di Apple. 
È stato interrotto il 3 settembre 1992 e sostituito dalle serie PowerBook 145 e PowerBook Duo. 
Da allora,  il suo design è stato elogiato più volte e PC World ha nominato il PowerBook 100 il decimo migliore PC di tutti i tempi nel 2006, e la rivista statunitense Mobile PC ha scelto il PowerBook 100 come il più grande gadget di tutti i tempi nel 2005.